# Шнепенбах
Шнепенбах (њем. Schneppenbach) општина је у њемачкој савезној држави Рајна-Палатинат. Једно је од 119 општинских средишта округа Бад Кројцнах. Према процјени из 2010. у општини је живјело 269 становника. Посједује регионалну шифру (AGS) 7133204.

## Географски и демографски подаци
Шнепенбах се налази у савезној држави Рајна-Палатинат у округу Бад Кројцнах. Општина се налази на надморској висини од 424 метра. Површина општине износи 3,3 km². У самом мјесту је, према процјени из 2010. године, живјело 269 становника. Просјечна густина становништва износи 82 становника/km².